# Escala atriceps
Escala atriceps är en kackerlacksart som först beskrevs av Hanitsch 1934.  Escala atriceps ingår i släktet Escala och familjen småkackerlackor. Inga underarter finns listade i Catalogue of Life.